# Eel River 3
Eel River 3 est une réserve indienne du comté de Restigouche, à l'ouest de la province canadienne du Nouveau-Brunswick. Elle est gérée par la première nation Eel River Bar.

## Toponyme
Eel River est nommé d'après la rivière à l'Anguille, Eel River en anglais.

## Administration

### Représentation et tendances politiques
Nouveau-Brunswick: Eel River 3 fait partie de la circonscription de Dalhousie—Restigouche-Est, qui est représentée à l'Assemblée législative du Nouveau-Brunswick par Donald Arseneault, du parti libéral. Il fut élu en 2010.
 Canada: Eel River 3 fait partie de la circonscription fédérale de Madawaska—Restigouche, qui est représentée à la Chambre des communes du Canada par Jean-Claude D'Amours, du Parti libéral. Il fut élu lors de la 38e élection générale, en 2004, puis réélu en 2006 et en 2008.

## Infrastructures et services
La Eel River Bar Pre-School est une école des Premières nations accueillant les élèves de la maternelle. Le bureau de poste et le détachement de la Gendarmerie royale du Canada le plus proche est à Dalhousie. Cette ville dispose du Centre de santé communautaire Saint-Joseph et d'un poste d'Ambulance Nouveau-Brunswick.
Les francophones bénéficient du quotidien L'Acadie nouvelle, publié à Caraquet, ainsi qu'à l'hebdomadaire L'Étoile, de Dieppe. Ils ont aussi accès à l'hebdomadaire L'Aviron, publié à Campbellton. Les anglophones bénéficient des quotidiens Telegraph-Journal, publié à Saint-Jean ainsi que de l'hebdomadaire Campbellton Tribune, de Campbellton.